# Jessica Michibata
Jessica Michibata, pseudonimo di Jessica Celeste González Almada (道端・ジェシカ・セレステ?, Michibata Jeshika Seresute; Fukui, 21 ottobre 1984), è una modella e personaggio televisivo giapponese.

## Biografia
Nata a Fukui da madre giapponese (Tomiko Michibata) e padre argentino (Aníbal González Almada), Jessica Michibata ha iniziato la carriera di modella all'età di 13 anni, trasferendosi a Tokyo nel 1998. Dopo il divorzio dei genitori, per farsi un nome in Giappone, ha scelto di utilizzare il cognome della madre. Il suo primo lavoro degno di nota è stato nel 2007, quando ha pubblicizzato la catena di abbigliamento giapponese Uniqlo. In seguito è stata modella di punta del brand di lingerie Peach John, oltre ad apparire negli spot pubblicitari dei marchi Evian, Reebok, Seiko, Lux, L'Oréal, Aquarius e TAG Heuer. Nel 2011 ha fatto da modella per la casa di moda Samantha Thavasa insieme a Mizuki Yamamoto, Yuri Ebihara, Rola, Tomomi Itano, Hazuki Tsuchiya e Taylor Momsen, apparendo sui cataloghi e promuovendo il marchio in vari spot televisivi.
È stata per quattro anni critica cinematografica per la rivista Soup Magazine, conducendo inoltre una rubrica nel programma Cinema Style della TBS, dove ogni fine settimana presentava i film cinematografici in uscita nelle sale. Ha posato per numerose riviste di moda quali Glamorous, Classy, Sweet e Voce, e ha preso parte al popolare evento di moda Tokyo Girls Collection. È apparsa inoltre in due videoclip musicali: Iruka dei Soul'd Out (2005) e Zock On! dei Teriyaki Boyz (2008).
È una sostenitrice dell'Alto commissariato delle Nazioni Unite per i rifugiati.. Ha un fratello (Aníbal) e due sorelle (Karen e Angélica), anch'esse modelle professioniste Dal 30 dicembre 2014 al 23 dicembre 2015 è stata sposata con l'ex pilota britannico di Formula 1 Jenson Button.

## Televisione
- Cinema Style (TBS, 2007)
- Waratte iitomo! (笑っていいとも!?) (Fuji TV, 3 dicembre 2008, ospite)
- Another Sky (アナザースカイ?, Anazā sukai) (NTV, 17 luglio 2009, ospite principale nella 41ª puntata)
- Bokura no jidai (ボクらの時代?) (Fuji TV, 2 febbraio 2014, puntata speciale sulle sorelle Michibata)

## Filmografia
- Shanti Days - 365-nichi, shiawase na kokyū (シャンティデイズ ３６５日、幸せな呼吸?, Shanti deizu 365-nichi, shiawase na kokyū), regia di Koto Nagata (2014)